# Betty Flores
Betty Flores (Buenos Aires, Argentina; 1942 - Buenos Aires, 5 de octubre de 2009) fue una actriz, bailarina, coreógrafa y vedette argentina de larga trayectoria escénica. Su esposo fue el actor cómico Alberto Anchart.

## Carrera
Beatriz Flores estudió y se perfeccionó en el ambiente teatral en  la Escuela Nacional de Danzas del Teatro Cervantes. Ya como primera bailarina y, luego como segunda vedette, descolló su talento en decenas de revistas durante las décadas del 60, 70 y 80.
En teatro y la pantalla chica integró el ballet estable del primer coreógrafo y bailarín correntino Pedro Sombra en Canal 13, junto otros bailarines como Jorge Agüero, Jorge Narciso, Rubén Olguin, Daniel Juárez, Daniel Cicare y Cristina Bergh. .En la televisión también se la pudo ver en el recordado ciclo El show de los sábados, emitido por el viejo Canal 11.
En teatro integró, entre otras, la "Compañía de comedias musicales Alberto Anchart- Santiago Bal", en su doble rol de coreógrafa y actriz. Algunas de los espectáculos que formó parte fueron:
- ¡A todo Astral! (1984), estrenada en el Teatro Astral, con Guadalupe, Rodolfo Zapata, Carlos Scazziotta, Alberto Anchart, Carlos Augusto Korneta, Susana Quinteros, Rafael Blanco, Mónica Guido y la gran orquesta de Armando Pontier.
- Adriana 11 (1986), junto a Adriana Aguirre, Alfredo Barbieri, Vicente Rubino y Karold Iujas.
- Revista abierta  (1987) con Tristán, Alberto Anchart, Tini Araujo, Susana Quinteros y el humorista Korneta.
- Una revista de cinco estrellas (1989), de Carlos A. Petit junto Alfredo Barbieri, Don Pelele, Carlos Scazziotta, Alberto Anchart, Carlos Sánchez y Adriana Aguirre.

## Vida privada
Tras 48 años de estar en pareja junto al actor Alberto Anchart decidieron casarse el 8 de septiembre de 2009 bajo el padrinazgo de Antonio Gasalla. Flores conoció a Anchart durante una estadía en un espectáculo revisteril en 1961, y durante años formaron un exitoso dúo cómico tanto en revistas como en Music Hall. Tuvo como suegro al también primer actor Alberto Anchart (padre). Junto a Alberto tuvo su única hija de nombre Florencia en 1973.
Durante la boda con Anchar, Flores dijo: 

"El amor lo podemos encontrar en todas las cuestiones simples que nos marcan. No es necesario rodearnos de cosas ampulosas. La vida nos enseñó, a Alberto y a mí, que en esos universos sencillos podemos ser felices y encontrar el verdadero camino".

## Fallecimiento
La actriz Betty Flores falleció el 5 de octubre de 2009 víctima de un Cáncer de pulmón diagnosticado hacía un año y medio. Tenía 67 años. Sus restos fueron cremados en el Cementerio de la Chacarita.